# Tarrafal de Monte Trigo
Tarrafal de Monte Trigo est une localité de l'île de Santo Antão au Cap-Vert.

## Description
Tarrafal de Monte Trigo est située sur la côte, à 27 km à l'ouest de Porto Novo, la capitale de l'île. 
La localité a été mentionnée sous le nom de Terrafal sur la carte de 1747 de Jacques-Nicolas Bellin.
En février 2021, les travaux sur la route nationale EN3-SA10 (Ponte Sul - Tarrafal de Monte Trigo) menant au village ont été déclarés terminés par une cérémonie d'inauguration.

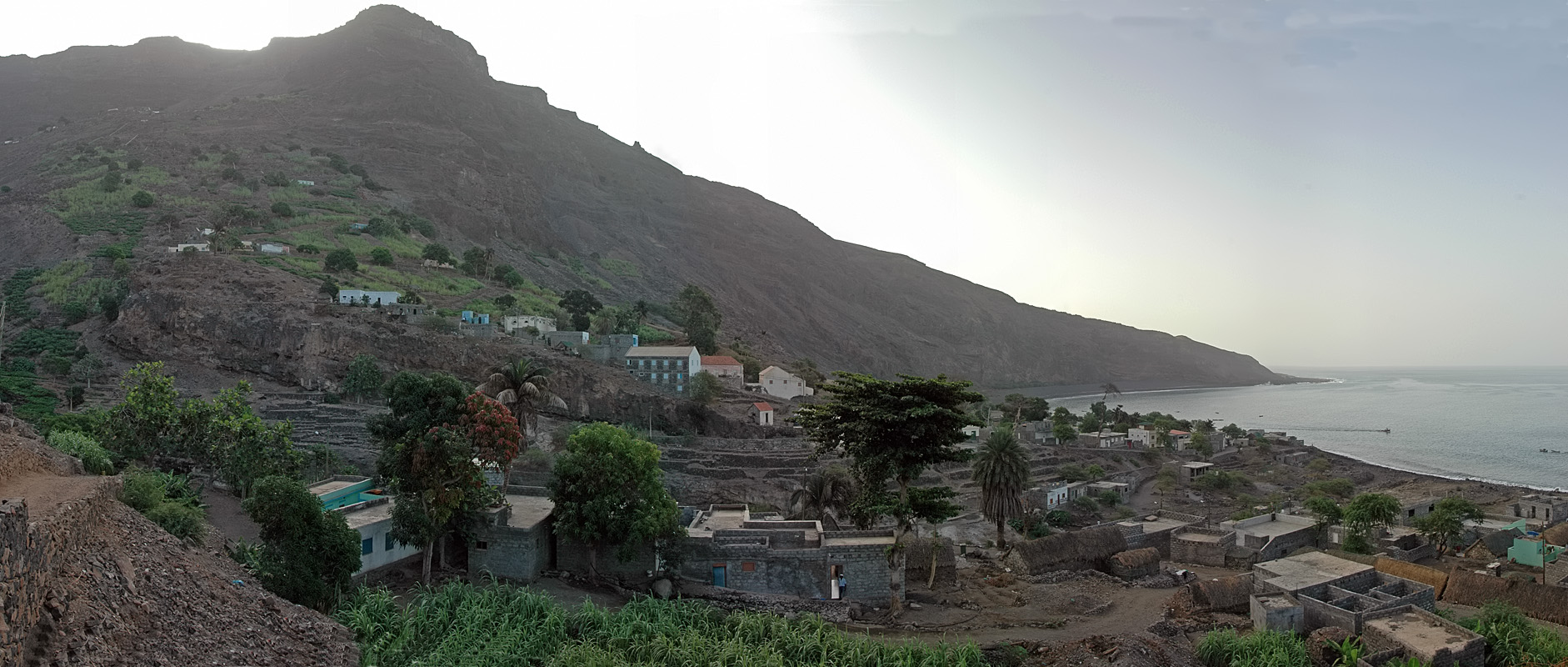
Tarrafal de Monte Trigo.

## Population
Au recensement de 2010, la localité comptait 841 habitants.

## Histoire
Tarrafal de Monte Trigo est un nom assez long considéré comme important pour éviter de le confondre avec d'autres tarrafals du Cap-Vert. 
Il y en a plus de quatre, un à São Nicolau, et même un autre sur l'île de Santo Antão, qui n'est pas vraiment un village, mais une partie de Ribeira Grande, l'une des plus grandes villes de l'île. Le nom Tarrafal vient de l'arbuste/arbre Tamarix senegalensis ou Tamarisk, appelé Tarrafe au Cap-Vert.